# Sport Plazza Casablanca
Maillots
Sport Plazza BC est un club de basket-ball marocain, basé à Casablanca.

## Palmarès
- Championnat du Maroc
  - Champion :
  - Vice-champion :

- Coupe du trône
  - Vainqueur :
  - Finaliste :

- Tournoi Mansour Lahrizi
  - Vainqueur : 2010.
  - Finaliste :